# Adrian Gurvitz
Adrian Gurvitz, född Adrian Curtis Gurvitz 26 juni 1949 i Stoke Newington, London, är en brittisk sångare, musiker och låtskrivare.

## Karriär
Gurvitz är mest känd för sin ballad Classic från 1982. Classic låter inte alls som hans tidigare låtar med grupperna The Gun, Three Man Army och Baker Gurvitz Army som spelade hårdrock. I de grupperna spelade även hans bror Paul Gurvitz. Classic var hans enda solohit men The Gun hade en hit med låten Race With The Devil 1968.

## Diskografi
Album
- Sweet Vendetta (1979)
- The Way I Feel (1979)
- Il Assassino (1980)
- Classic (1982)
- Acoustic Heart (1996)
- No Compromise (2000)
- Classic Songs (2000)

Singlar
- Untouchable And Free / One More Time (1979)
- The Way I Feel / Drifting Song (1979)
- She's In Command / Love Space (1979)
- Classic / Runaway (1982)
- Your Dream / Slow Dive (1982)
- Clown / Palace Sign (1982)
- Corner Of Love / Fee-Fy-Fo-Fum (1983)
- Hello Mum / No One Can Take Your Place (1983)
- Living Ain't Easy Without You / End Of Story (1990)